# Ballynahinch, Galway

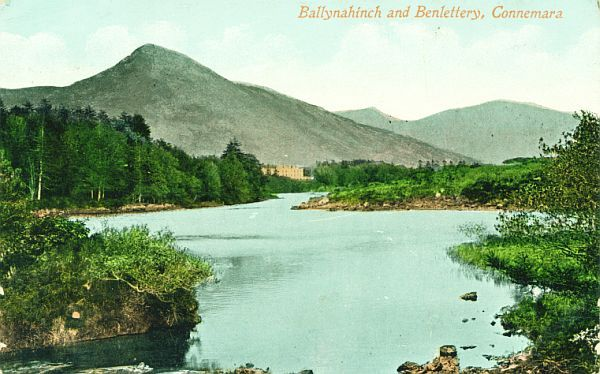
Områdesbild omkring 1910.

Ballynahinch (alternativt: Ballinahinch, iriska: Baile na hInse) är en ort i grevskapet Galway i Republiken Irland. Ballynahinch ligger i närheten av Recess, vid vägen till Roundstone. Trakten (townland) Ballynahinch hade 89 invånare vid folkräkningen 2016.